# Iván Amaya
Iván Amaya, all'anagrafe Iván Amaya Carazo (Sallent, 3 settembre 1978), è un ex calciatore spagnolo, di ruolo difensore.
È fratello di Antonio, anch'egli calciatore.

## Carriera

### Nazionale
Dopo aver disputato quattro gare con l'Under-21, prese parte ai Giochi olimpici di Sydney; qui disputò tutti e sei gli incontri da titolare. Durante la finale fu protagonista in negativo, prima siglando un'autorete, e infine commettendo dal dischetto l'errore decisivo per la vittoria del Camerun.

## Palmarès

### Nazionale
- Argento olimpico: 1

Sydney 2000